# 키자키 유리아
키자키 유리아(일본어: 木﨑 ゆりあ, 1996년 2월 11일~)는 일본 여성 아이돌 그룹 전 AKB48 팀B의 캡틴이다.

## 개요
- 전 AKB48 팀B 캡틴.
- AKB48 팀A 이리야마 안나와 절친이다.
- 2017년 9월 30일, AKB48 극장에서 졸업 공연으로 인해 AKB48 졸업.